# Hockey su prato ai Giochi della XXXIII Olimpiade
I tornei di hockey su prato ai Giochi della XXXIII Olimpiade si sono svolti dal 27 luglio al 9 agosto 2024 presso lo Stadio Yves du Manoir a Parigi, in Francia, durante i Giochi della XXXIII Olimpiade.

## Qualificazioni
Il Comitato Olimpico Internazionale e la Federazione Internazionale di Hockey (FIH) hanno ratificato e pubblicato i criteri di qualificazione per Parigi 2024 il 30 marzo 2022. Ciascuno dei campioni continentali di cinque confederazioni (Africa, Americhe, Asia, Europa e Oceania) si è assicurato il posti maschili e femminili per i rispettivi NOC, mentre la nazione ospitante, la Francia, ha ricevuto una quota diretta ciascuno nel torneo maschile e femminile dopo aver raggiunto i primi venticinque posti o più nella classifica mondiale FIH.

## Calendario
| Hockey su prato alla XXXIII Olimpiade | Hockey su prato alla XXXIII Olimpiade | Hockey su prato alla XXXIII Olimpiade | Hockey su prato alla XXXIII Olimpiade | Hockey su prato alla XXXIII Olimpiade | Hockey su prato alla XXXIII Olimpiade | Hockey su prato alla XXXIII Olimpiade | Hockey su prato alla XXXIII Olimpiade | Hockey su prato alla XXXIII Olimpiade | Hockey su prato alla XXXIII Olimpiade | Hockey su prato alla XXXIII Olimpiade | Hockey su prato alla XXXIII Olimpiade | Hockey su prato alla XXXIII Olimpiade | Hockey su prato alla XXXIII Olimpiade | Hockey su prato alla XXXIII Olimpiade | Hockey su prato alla XXXIII Olimpiade | Hockey su prato alla XXXIII Olimpiade | Hockey su prato alla XXXIII Olimpiade |
| Luglio-Agosto'24                      | 27                                    | 28                                    | 29                                    | 30                                    | 31                                    | 1                                     | 2                                     | 3                                     | 4                                     | 5                                     | 6                                     | 7                                     | 8                                     | 8                                     | 9                                     | 9                                     | Totale                                |
| ------------------------------------- | ------------------------------------- | ------------------------------------- | ------------------------------------- | ------------------------------------- | ------------------------------------- | ------------------------------------- | ------------------------------------- | ------------------------------------- | ------------------------------------- | ------------------------------------- | ------------------------------------- | ------------------------------------- | ------------------------------------- | ------------------------------------- | ------------------------------------- | ------------------------------------- | ------------------------------------- |
| Uomini                                | 1°T                                   | 1°T                                   | 1°T                                   | 1°T                                   | 1°T                                   | 1°T                                   | 1°T                                   |                                       | Q.                                    |                                       | SF                                    |                                       | f                                     | F                                     |                                       |                                       | 1                                     |
| Donne                                 | 1°T                                   | 1°T                                   | 1°T                                   |                                       | 1°T                                   | 1°T                                   | 1°T                                   | 1°T                                   |                                       | Q.                                    |                                       | SF                                    |                                       |                                       | f                                     | F                                     | 1                                     |
| Totale                                |                                       |                                       |                                       |                                       |                                       |                                       |                                       |                                       |                                       |                                       |                                       |                                       | 1                                     | 1                                     | 1                                     | 1                                     | 2                                     |

|  | Gironi |  | Quarti di finale |  | Semifinali |  | Finale 3º posto |  | Finale 1º posto |

## Tornei

### Squadre qualificate
| Competizione                      | Data                        | Luogo         | Posti | Qualificata                          |
| --------------------------------- | --------------------------- | ------------- | ----- | ------------------------------------ |
| Paese organizzatore               | —                           | —             | 1     | Francia                              |
| Coppa d'Oceania 2023              | 10-13 agosto 2023           | Nuova Zelanda | 1     | Australia                            |
| Campionato europeo 2023           | 19-27 agosto 2023           | Germania      | 1     | Paesi Bassi                          |
| Giochi asiatici                   | 24 settembre-6 ottobre 2023 | Cina          | 1     | India                                |
| Giochi panamericani               | 25 ottobre-3 novembre 2023  | Cile          | 1     | Argentina                            |
| Torneo africano di qualificazione | 29 ottobre-5 novembre 2023  | Sudafrica     | 1     | Sudafrica                            |
| Torneo di qualificazione          | 13-21 gennaio 2024          | Oman          | 3     | Germania Gran Bretagna Nuova Zelanda |
| Torneo di qualificazione          | 13-21 gennaio 2024          | Spagna        | 3     | Belgio Irlanda Spagna                |
| Totale                            |                             |               | 12    |                                      |

| Competizione                      | Data                        | Luogo         | Posti | Qualificata                   |
| --------------------------------- | --------------------------- | ------------- | ----- | ----------------------------- |
| Paese organizzatore               | —                           | —             | 1     | Francia                       |
| Coppa d'Oceania 2023              | 10-13 agosto 2023           | Nuova Zelanda | 1     | Australia                     |
| Campionato europeo 2023           | 18-26 agosto 2023           | Germania      | 1     | Paesi Bassi                   |
| Giochi asiatici                   | 25 settembre-7 ottobre 2023 | Cina          | 1     | Cina                          |
| Giochi panamericani               | 26 ottobre-4 novembre 2023  | Cile          | 1     | Argentina                     |
| Torneo africano di qualificazione | 29 ottobre-5 novembre 2023  | Sudafrica     | 1     | Sudafrica                     |
| Torneo di qualificazione          | 13-20 gennaio 2024          | India         | 3     | Germania Giappone Stati Uniti |
| Torneo di qualificazione          | 13-20 gennaio 2024          | Spagna        | 3     | Belgio Gran Bretagna Spagna   |
| Totale                            |                             |               | 12    |                               |

## Podi
| Evento                               | Oro         | Argento  | Bronzo    |
| Hockey su prato maschile (dettagli)  | Paesi Bassi | Germania | India     |
| Hockey su prato femminile (dettagli) | Paesi Bassi | Cina     | Argentina |

## Medagliere
| Pos.   | Paese       | Oro | Argento | Bronzo | Totale |
| ------ | ----------- | --- | ------- | ------ | ------ |
| 1      | Paesi Bassi | 2   | 0       | 0      | 2      |
| 2      | Germania    | 0   | 1       | 0      | 1      |
| 2      | Cina        | 0   | 1       | 0      | 1      |
| 4      | India       | 0   | 0       | 1      | 1      |
| 4      | Argentina   | 0   | 0       | 1      | 1      |
| Totale | Totale      | 2   | 2       | 2      | 6      |